# Ильявыр
Ильявыр — починок в Кезском районе Удмуртской республики. 

## География
Находится в северо-восточной части Удмуртии на расстоянии приблизительно 18 км на восток по прямой от районного центра поселка Кез. 

## История
Известен с 1920 года как поселок сельхозартели. В 1924 году 5 дворов. До 1939 года деревня, позднее починок . До 2021 года входил в состав Кузьминского сельского поселения.

## Население
Постоянное население составляло 22 человека в 2002 году (русские 45%, удмурты 55%), 14 в 2012.